# Terry Jones (pastor)

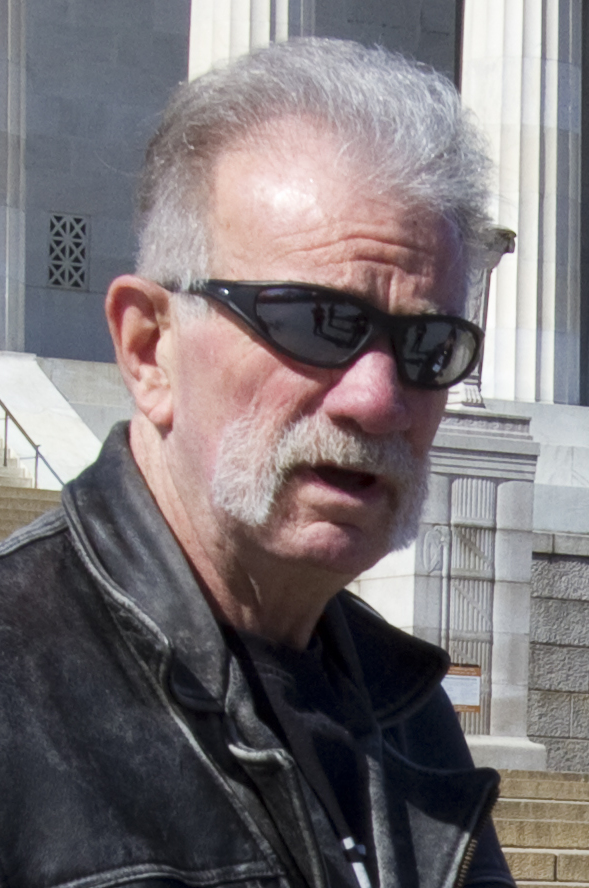
Terry Jones în martie 2011

Terry Jones' (n. octombrie 1951) este un pastor american, cunoscut pentru arderea mai multor exemplare de coran la data de 20 martie 2011 carea a produs un val de proteste în lumea musulmană.

## Biografie
Jones sa născut în Cape Girardeau, Missouri. A absolvit Liceul Central din Cape Girardeau în 1969, și a învățat în aceeași clasă cu Rush Limbaugh.
Apoi, a studiat la Universitatea Missouri timp de doi ani. Jones nu a primit gradul de teolog în cadrul studiilor, însă a primit o diplomă de onoare de la Școala ne-acreditată de teologie din California în 1983, dar care a încercat să se distanțeze de el în 2010, în timpul dezbaterii privind arderea Coranului.

## Arderea Coranului
Despre ideea de arde coranul Jones a anunțat pe 11 septembrie 2010, la a noua aniversarea de la tragicele atentate din New York, fiind pregătite cca. 200 de copii.
Însă în data de 10 septembrie a aceluiași an, Terry Jones a anunțat despre suspendarea planului în urma unei intervenții televizate a președintelui american Barack Obama, acesta susținând că: Intențiile sale contrazic valorilor Americii, o țară întemeiată pe noțiunea libertății religioase și a toleranței religioase.
Planul lui Jones a fost împlinit pe 20 martie 2011 la o casă de rugăciune din Gainesville, Florida, în prezența a zeci de credincioși, unde a fost distrus un exemplar din cartea sfântă a musulmanilor. Coranul a fost pus pe o tavă în centru clădirii și i s-a dat foc cu o brichetă.

## Urmări
Fotografii și înregistrări video ale arderii Coranului, au fost postate pe internet, și cum era de asteptat, au provocat o explozie de furie în Orientul Mijlociu, numărul de victime depășind astfel toate acțiuni similare în ultimii ani.
Centru de unde au început să iese la iveală răzbunările au fost în Afganistan în 25 martie, după rugăciunile tradiționale de vineri la Moscheea Albastră din Masar-e Scharif, imamul Mohammed Shah Adele a ținut un timp de predici foarte lungi accentual său fiind pe evenimentul care le-a tulburat liniștea din cauza arderii Coranului, acesta spunând la sfârșitul predicilor sale că un asftel de eveniment trebuie pedepsit.
Imediat după aceste cuvinte sute de musulmani s-au îndreptat către clădirea ONU din oraș, pătrunzând în cladire și ucigând 4 gardieni și 3 diplomați din țările occidentale, norvegiana Siri Skare, românul Filaret Moțco și suedezul Joachim Dungelya, iar două corpuri au fost decapitate și aruncate într-o groapă de canalizare.
În aprilie 2013 Terry Jones a anunțat că plănuiește să ardă aproximativ 2.998 de copii ale Coranului. El a declarat că va organiza o acțiune internațională de ardere a Coranului pe data de 11 septembrie 2013, pentru a comemora victimele islamismului și pentru a trimite un avertisment clar că Islamul nu va găsi sprijin în Statele Unite, așa cum s-a întâmplat în Europa.